# Colors
Colors es el cuarto álbum de estudio de la banda de metal progresivo Between the Buried and Me, publicado el 18 de septiembre del 2007. El grupo incorporó diferentes estilos e influencias a lo largo de las canciones del disco, como ser jazz, pop acústico, arena rock o bluegrass. El sonido de Colors fue descripto por la banda como "death metal progresivo contemporáneo para adultos". Aunque esté separado en 8 canciones, el disco da la impresión de ser una sola extensa y continua canción con transiciones entre medio. 

## Visión general
Colors fue grabado de abril hasta mayo de 2007 en los Basement Studios junto a Jamie King como productor. En su primera semana vendió aproximadamente 12,600 copias, alcanzando el puesto N.º 57 en la Billboard 200--la primera vez que la banda esta en los top 100 de esa lista. Mike Portnoy, antiguo baterista de la banda Dream Theater (la cual fue una de las mayores influencias de Between the Buried and Me al comenzar la banda), nombró a Colors su álbum favorito del año.

## Canciones
Letras escritas por Tommy Giles Rogers Jr.. Música compuesta por Between the Buried and Me.

| N.º | Título                        | Duración |  |
| 1.  | «Foam Born (A) The Backtrack» | 2:13     |  |
| 2.  | «(B) The Decade of Statues»   | 5:20     |  |
| 3.  | «Informal Gluttony»           | 6:47     |  |
| 4.  | «Sun of Nothing»              | 10:59    |  |
| 5.  | «Ants of the Sky»             | 13:10    |  |
| 6.  | «Prequel to the Sequel»       | 8:36     |  |
| 7.  | «Viridian» (instrumental)     | 2:51     |  |
| 8.  | «White Walls»                 | 14:13    |  |